# Perigea impura
Perigea impura là một loài bướm đêm trong họ Noctuidae.